# Pantà de Rialb
|  | Aquest article tracta sobre l'embassament català. Vegeu-ne altres significats a «Rialb (desambiguació)». |

El pantà de Rialb és un embassament que pertany als rius Segre, Rialb i Ribera Salada, al Prepirineu català occidental.

## Situació i descripció

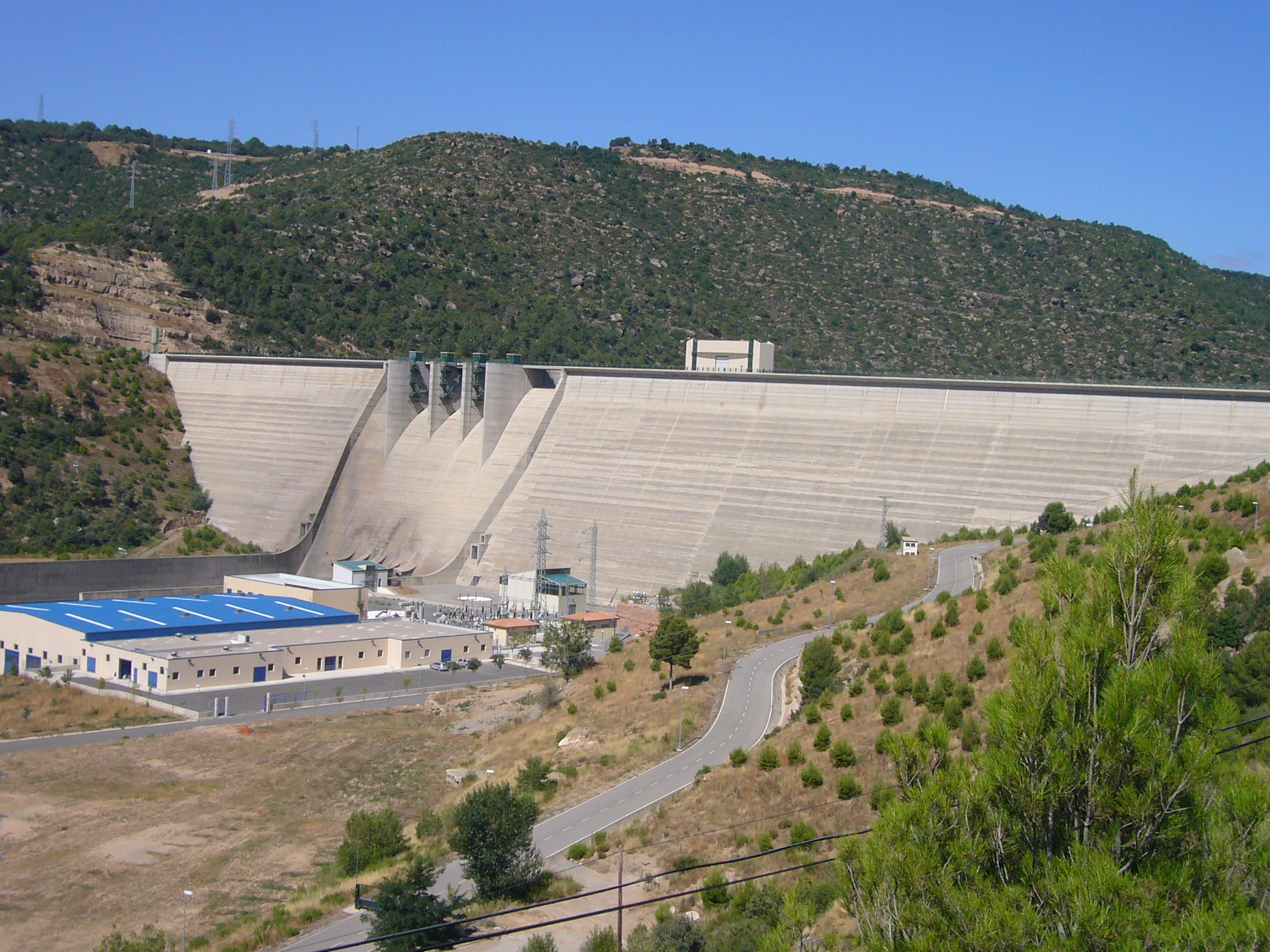
Presa del pantà de Rialb

Creat per una presa, el pantà s'estén pel nord-est de la comarca de la Noguera en els municipis de Ponts, la Baronia de Rialb i Tiurana, i en menor extensió pels termes de Bassella, Peramola i Oliana a l'extrem sud de l'Alt Urgell. Afecta sobretot al municipi de la Baronia de Rialb, que dona el nom al pantà.
La presa és de 99 metres d'alçada i es començà a construir el 1992, a pocs quilòmetres més avall del pantà d'Oliana. Rialb es començà a omplir el 1999 i fou inaugurat el 14 de febrer de l'any 2000. La construcció suposà una inversió de 40.000 milions de pessetes i té una capacitat de 402,8 hectòmetres cúbics, és a dir, quatre vegades el d'Oliana.

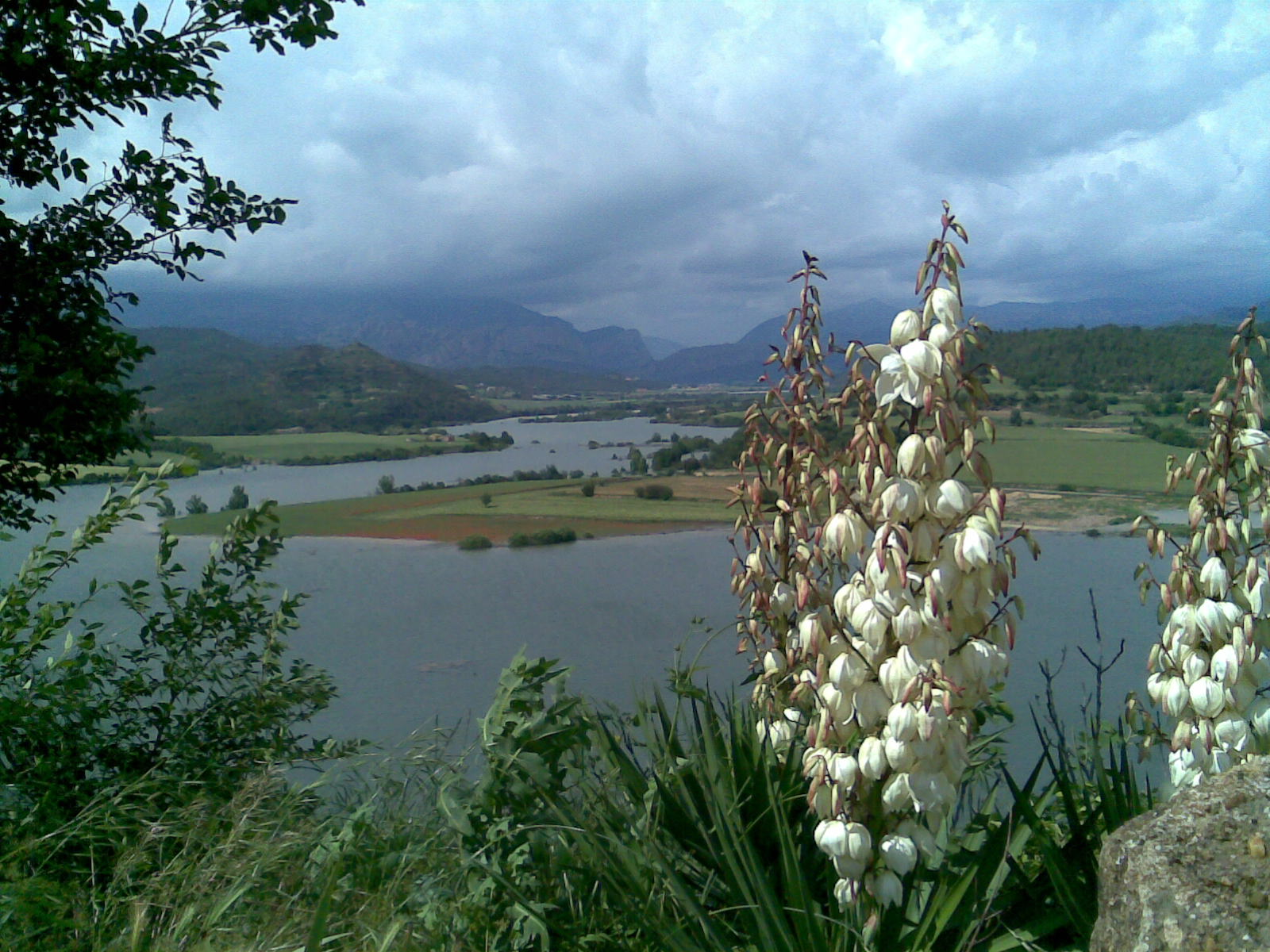
L'embassament prop de Nuncarga

Els seus principals destinataris són els canals d'Urgell i Segarra-Garrigues, a més de proveir d'aigua uns 80 nuclis de població. El pantà és gestionat per la Confederació Hidrogràfica de l'Ebre. A més a més, l'any 2006 es posà en funcionament la central hidroelèctrica de Rialb i la seva subestació contigua.
La construcció del pantà, que té els primers antecedents en un projecte dels anys seixanta, tingué una realització dificultosa, ja que durant trenta anys hom l'anà posposant per motius diversos. En el retard hi va tenir un gran pes la tenaç oposició al desallotjament i el trasllat d'alguns o la totalitat dels habitants (un total d'unes 300 persones) dels municipis afectats i d'agregats seus (Miralpeix per Tiurana i Castellnou de Bassella, la Clua d'Aguilar i Aguilar de Bassella), com també la prevista desaparició sota les aigües de les terres més baixes i més fèrtils.
D'altra banda, estava previst construir una contrapresa a la cua de l'embassament en el sector d'Oliana, Peramola i Bassella. Aquesta obra dotaria aquesta zona d'una làmina d'aigua permanent, on també hi havia projectat crear-hi un espai lúdic i esportiu.
Això no obstant, la construcció de la contrapresa es va anar endarrerint, ja que els anys de sequera no nan permetre que el pantà s'omplís completament i, per tant, no s'havia pogut finalitzar totes les proves que calia. Vuit anys més tard de la seva inauguració, el 28 de maig de 2008, arribà per primer cop al 52% de la seva capacitat, 211 hectòmetres cúbics, sent l'inici de la fi de la sequera que s'havia viscut durant aquell any. Un any més tard, en un any de força nevades tot i no havent començat el desgel, a l'hivern de 2009 el 6 de febrer arribava al 72% de la seva capacitat.
No va ser fins al març de 2025 que s'omplí el pantà fins a la seva màxima capacitat superant els 400hm3.

## Dades
- Aigua embassada (2008): 293 hm3[8]
- Aigua embassada (2009): 310 hm3[8]
- Aigua embassada (2025): 400,63 hm3[8]